# 李彬 (足球运动员)
李彬（1991年3月21日—），男，中国足球运动员，现效力中国足球乙级联赛球队宁夏杞动力

## 俱乐部生涯
2009年，李彬进入中国足球超级联赛球队广州医药一线队，但没有得到出场机会。
2010年，广州医药因假球事件被罚降级，广州恒大接手球队，李彬重新回到青年队。
2011年，李彬入选由广州恒大青年队组成的广州青年队，参加2011年中国足球乙级联赛，整个赛季出场17次。
2012年7月，李彬被提升进入广州恒大预备队名单，身披43号。
2013年，李彬进入一队，球衣号码变为26号。